# Rudolf Beyer (Richter)
Rudolf Theodor Beyer (* 12. Januar 1891 in Leipzig; † nach 1966) war ein deutscher Richter.

## Leben
Beyer wurde als Sohn eines Kaufmanns geboren und studierte nach dem Abitur am Nikolaigymnasium Leipzig 1910 Rechtswissenschaft an der Ludwig-Maximilians-Universität München. 1910 trat er der Burschenschaft Danubia München bei. Von 1911 bis 1921 gehörte er dem Alldeutschen Verband an. Nach dem juristischen Staatsexamen 1913 in Leipzig absolvierte er sein Referendariat am Amtsgericht Neustadt.
1914 war er als Einjährig-Freiwilliger beim Infanterie-Regiment „Prinz Johann Georg“ (8. Königlich Sächsisches) Nr. 107. Im Ersten Weltkrieg kam er als Soldat an die Front in Frankreich, wo er im Mai 1915 eine schwere Verwundung erlitt. Im Mai 1916 wurde er als Vizefeldwebel der Reserve als nicht mehr einsatzfähig entlassen. Er setzte sein Referendariat fort, machte 1919 sein zweites Examen und ging in den sächsischen Justizdienst. 1918 wurde er Mitglied der Deutschen Vaterlandspartei. 1919 wurde er Mitglied des Sächsischen Richtervereins.
Zum 1. Mai 1932 trat er in die NSDAP ein (Mitgliedsnummer 1.128.976). Im Juli 1932 Mitglied wurde er SA-Obersturmführer im Stab Gruppe Sachsen, dann SA-Standartenführer. 1933 wurde er Mitglied im Bund Nationalsozialistischer Deutscher Juristen (ab 1936 Nationalsozialistischer Rechtswahrerbund). 1934 wurde er Mitglied des Reichsluftschutzbundes (RLB) und 1935 der NSV.
1934 wurde er Amtsgerichtspräsident in Dresden und 1936 Präsident des Landgerichts Zwickau. 
Von 1934 bis 1939 war Beyer Herausgeber einer mehrbändigen Reihe von günstigen Textausgaben nationalsozialistischer Gesetze, die unter dem Reihentitel Hitlergesetze in Reclams Universal-Bibliothek erschien. Er verfasste zudem kurze, begeisterte Vorreden zu den jeweiligen Heftchen, unter anderem auch zu den Nürnberger Gesetzen.
Von 1939 bis 1945 war er Präsident des Oberlandesgerichts Dresden. Beyer nahm u. a. 1941 an der „Tagung der höchsten Juristen des Reiches“ in Berlin teil, bei der die Vernichtung „lebensunwerten Lebens“ mittels Gas diskutiert wurde. Über seinen weiteren Verbleib nach 1945 ist nur bekannt, dass die Staatsanwaltschaft in Limburg Anfang 1967 eine Voruntersuchung wegen Beihilfe zum Mord gegen ihn eingeleitet hat.

## Ehrungen
- Eisernes Kreuz, I. und II. Klasse
- Schwarzes Verwundetenabzeichen
- 1938: Treudienst-Ehrenzeichen, 2. Stufe